# Copa del Rey juvenil de fútbol 2015
La Copa del Rey juvenil de fútbol 2015 fue la 65.ª edición del campeonato juvenil, esta se llevó a cabo entre el 16 de mayo y el 27 de junio de 2015. La final del torneo se disputó en el Estadio Municipal Alfonso Murube de la ciudad autónoma de Ceuta. Por primera vez en su historia, el Rayo Vallecano se quedó con el título tras vencer en la final al Real Madrid C. F. por 2 a 1.

## Equipos participantes
En este torneo participaron 16 equipos, los siete campeones y los respectivos subcampeones de cada grupo de la División de Honor Juvenil 2014-15, junto a los dos mejores terceros entre los siete grupos; estos fueron los siguientes:
| - Rayo Vallecano de Madrid - Club Deportivo Tenerife - Athletic Club - Club de Fútbol Damm - Getafe Club de Fútbol - Villarreal Club de Fútbol - Málaga Club de Fútbol - Real Club Celta de Vigo | - Real Club Deportivo Español - Real Madrid Club de Fútbol - Real Club Deportivo de La Coruña - Real Sociedad de Fútbol - Sevilla Fútbol Club - Club Deportivo Laguna - Unión Deportiva Las Palmas - Valencia Club de Fútbol |

## Resultados

### Cuadro final
|  | Octavos de final              | Octavos de final              | Octavos de final              |                   |   | Cuartos de final          | Cuartos de final          | Cuartos de final          |  |  | Semifinales                     | Semifinales                     | Semifinales                     |  |  | Final                              | Final                              | Final                              |
|  | 16/17 de mayo - 23/24 de mayo | 16/17 de mayo - 23/24 de mayo | 16/17 de mayo - 23/24 de mayo |                   |   | 31 de mayo - 6/7 de junio | 31 de mayo - 6/7 de junio | 31 de mayo - 6/7 de junio |  |  | 13/14 de junio - 21/21 de junio | 13/14 de junio - 21/21 de junio | 13/14 de junio - 21/21 de junio |  |  | 27 de junio Alfonso Murube (Ceuta) | 27 de junio Alfonso Murube (Ceuta) | 27 de junio Alfonso Murube (Ceuta) |
|  |                               |                               |                               |                   |   |                           |                           |                           |  |  |                                 |                                 |                                 |  |  |                                    |                                    |                                    |
|  |                               |                               |                               |                   |   |                           |                           |                           |  |  |                                 |                                 |                                 |  |  |                                    |                                    |                                    |
|  |                               |                               |                               |                   |   |                           |                           |                           |  |  |                                 |                                 |                                 |  |  |                                    |                                    |                                    |
|  | Villarreal C. F.              | 3                             | 2                             |                   |   |                           |                           |                           |  |  |                                 |                                 |                                 |  |  |                                    |                                    |                                    |
|  | Villarreal C. F.              | 3                             | 2                             |                   |   |                           |                           |                           |  |  |                                 |                                 |                                 |  |  |                                    |                                    |                                    |
|  | Sevilla F. C.                 | 0                             | 3                             |                   |   |                           |                           |                           |  |  |                                 |                                 |                                 |  |  |                                    |                                    |                                    |
|  | Sevilla F. C.                 | 0                             | 3                             | Villarreal C. F.  | 0 | 1                         |                           |                           |  |  |                                 |                                 |                                 |  |  |                                    |                                    |                                    |
|  |                               |                               |                               |                   | 0 | 1                         |                           |                           |  |  |                                 |                                 |                                 |  |  |                                    |                                    |                                    |
|  |                               | Real Madrid C. F.             | 1                             | 3                 |   |                           |                           |                           |  |  |                                 |                                 |                                 |  |  |                                    |                                    |                                    |
|  | Real Madrid C. F.             | Real Madrid C. F.             | 1                             | 3                 | 7 | 1                         |                           |                           |  |  |                                 |                                 |                                 |  |  |                                    |                                    |                                    |
|  | Real Madrid C. F.             |                               |                               |                   | 7 | 1                         |                           |                           |  |  |                                 |                                 |                                 |  |  |                                    |                                    |                                    |
|  | C. D. Laguna                  | 0                             | 0                             |                   |   |                           |                           |                           |  |  |                                 |                                 |                                 |  |  |                                    |                                    |                                    |
|  | C. D. Laguna                  | 0                             | 0                             | Real Madrid C. F. | 4 | 1                         |                           |                           |  |  |                                 |                                 |                                 |  |  |                                    |                                    |                                    |
|  |                               |                               |                               |                   | 4 | 1                         |                           |                           |  |  |                                 |                                 |                                 |  |  |                                    |                                    |                                    |
|  |                               | Valencia C. F.                | 1                             | 2                 |   |                           |                           |                           |  |  |                                 |                                 |                                 |  |  |                                    |                                    |                                    |
|  | R. C. D. Español              | Valencia C. F.                | 1                             | 2                 | 1 | 0                         |                           |                           |  |  |                                 |                                 |                                 |  |  |                                    |                                    |                                    |
|  | R. C. D. Español              |                               |                               |                   | 1 | 0                         |                           |                           |  |  |                                 |                                 |                                 |  |  |                                    |                                    |                                    |
|  | Valencia C. F.                | 0                             | 3                             |                   |   |                           |                           |                           |  |  |                                 |                                 |                                 |  |  |                                    |                                    |                                    |
|  | Valencia C. F.                | 0                             | 3                             | Valencia C. F.    | 1 | 2                         |                           |                           |  |  |                                 |                                 |                                 |  |  |                                    |                                    |                                    |
|  |                               |                               |                               |                   | 1 | 2                         |                           |                           |  |  |                                 |                                 |                                 |  |  |                                    |                                    |                                    |
|  |                               | U. D. Las Palmas              | 0                             | 0                 |   |                           |                           |                           |  |  |                                 |                                 |                                 |  |  |                                    |                                    |                                    |
|  | U. D. Las Palmas              | U. D. Las Palmas              | 0                             | 0                 | 1 | 0                         |                           |                           |  |  |                                 |                                 |                                 |  |  |                                    |                                    |                                    |
|  | U. D. Las Palmas              |                               |                               |                   | 1 | 0                         |                           |                           |  |  |                                 |                                 |                                 |  |  |                                    |                                    |                                    |
|  | Getafe C. F.                  | 0                             | 1                             |                   |   |                           |                           |                           |  |  |                                 |                                 |                                 |  |  |                                    |                                    |                                    |
|  | Getafe C. F.                  | 0                             | 1                             | Real Madrid C. F. | 1 |                           |                           |                           |  |  |                                 |                                 |                                 |  |  |                                    |                                    |                                    |
|  |                               |                               |                               |                   | 1 |                           |                           |                           |  |  |                                 |                                 |                                 |  |  |                                    |                                    |                                    |
|  |                               | Rayo Vallecano                | 2                             |                   |   |                           |                           |                           |  |  |                                 |                                 |                                 |  |  |                                    |                                    |                                    |
|  | C. D. Tenerife                | Rayo Vallecano                | 2                             | 1                 | 1 |                           |                           |                           |  |  |                                 |                                 |                                 |  |  |                                    |                                    |                                    |
|  | C. D. Tenerife                |                               |                               |                   | 1 |                           |                           |                           |  |  |                                 |                                 |                                 |  |  |                                    |                                    |                                    |
|  | Rayo Vallecano                | 1                             | 4                             |                   |   |                           |                           |                           |  |  |                                 |                                 |                                 |  |  |                                    |                                    |                                    |
|  | Rayo Vallecano                | 1                             | 4                             | Rayo Vallecano    | 2 | 1                         |                           |                           |  |  |                                 |                                 |                                 |  |  |                                    |                                    |                                    |
|  |                               |                               |                               |                   | 2 | 1                         |                           |                           |  |  |                                 |                                 |                                 |  |  |                                    |                                    |                                    |
|  |                               | C. F. Damm                    | 1                             | 1                 |   |                           |                           |                           |  |  |                                 |                                 |                                 |  |  |                                    |                                    |                                    |
|  | Málaga C. F.                  | C. F. Damm                    | 1                             | 1                 | 2 | 1                         |                           |                           |  |  |                                 |                                 |                                 |  |  |                                    |                                    |                                    |
|  | Málaga C. F.                  |                               |                               |                   | 2 | 1                         |                           |                           |  |  |                                 |                                 |                                 |  |  |                                    |                                    |                                    |
|  | C. F. Damm                    | 2                             | 3                             |                   |   |                           |                           |                           |  |  |                                 |                                 |                                 |  |  |                                    |                                    |                                    |
|  | C. F. Damm                    | 2                             | 3                             | Rayo Vallecano    | 3 | 1                         |                           |                           |  |  |                                 |                                 |                                 |  |  |                                    |                                    |                                    |
|  |                               |                               |                               |                   | 3 | 1                         |                           |                           |  |  |                                 |                                 |                                 |  |  |                                    |                                    |                                    |
|  |                               | Celta de Vigo                 | 1                             | 2                 |   |                           |                           |                           |  |  |                                 |                                 |                                 |  |  |                                    |                                    |                                    |
|  | Dep. La Coruña                | Celta de Vigo                 | 1                             | 2                 | 2 | 2                         |                           |                           |  |  |                                 |                                 |                                 |  |  |                                    |                                    |                                    |
|  | Dep. La Coruña                |                               |                               |                   | 2 | 2                         |                           |                           |  |  |                                 |                                 |                                 |  |  |                                    |                                    |                                    |
|  | Real Sociedad                 | 1                             | 5                             |                   |   |                           |                           |                           |  |  |                                 |                                 |                                 |  |  |                                    |                                    |                                    |
|  | Real Sociedad                 | 1                             | 5                             | Real Sociedad     | 2 | 2                         |                           |                           |  |  |                                 |                                 |                                 |  |  |                                    |                                    |                                    |
|  |                               |                               |                               |                   | 2 | 2                         |                           |                           |  |  |                                 |                                 |                                 |  |  |                                    |                                    |                                    |
|  |                               | Celta de Vigo                 | 1                             | 4                 |   |                           |                           |                           |  |  |                                 |                                 |                                 |  |  |                                    |                                    |                                    |
|  | Athletic Club                 | Celta de Vigo                 | 1                             | 4                 | 0 | 0                         |                           |                           |  |  |                                 |                                 |                                 |  |  |                                    |                                    |                                    |
|  | Athletic Club                 |                               |                               |                   | 0 | 0                         |                           |                           |  |  |                                 |                                 |                                 |  |  |                                    |                                    |                                    |
|  | Celta de Vigo                 | 4                             | 2                             |                   |   |                           |                           |                           |  |  |                                 |                                 |                                 |  |  |                                    |                                    |                                    |

- Nota: En cada llave, el equipo ubicado en la primera línea es el que ejerce de local en el partido de ida.

### Octavos de final

#### Villarreal C. F. - Sevilla F. C.
| Ida; 16 de mayo de 2015, 18:00 | Villarreal C. F.                    | 3:0 (2:0) | Sevilla F. C. | Ciudad Deportiva Villarreal C. F., Villarreal |                             |
|                                | Rodri 11' · Cassano 44' · Simón 71' |           |               | Árbitro(s): Fermosell Pérez                   | Árbitro(s): Fermosell Pérez |

| Vuelta; 24 de mayo de 2015, 12:00 | Sevilla F. C.          | 3:2 (1:1) | Villarreal C. F.      | Ciudad Deportiva José Ramón Cisneros, Sevilla |                           |
|                                   | Amo 7' · Zelu 49', 63' |           | Mario 13' · Mathi 85' | Árbitro(s): Quijada Alcón                     | Árbitro(s): Quijada Alcón |

#### Real Madrid C. F. - C. D. Laguna
| Ida; 16 de mayo de 2015, 16:00 | Real Madrid C. F.                                            | 7:0 (3:0) | C. D. Laguna | Ciudad Real Madrid, Valdebebas |                         |
|                                | Cedrés 14', 39', 59' · Kuscevic 19', 63' · Babunski 47', 50' |           |              | Árbitro(s): Pérez Muley        | Árbitro(s): Pérez Muley |

| Vuelta; 23 de mayo de 2015, 13:00 | C. D. Laguna | 0:1 (0:0) | Real Madrid C. F. | Municipal Francisco Peraza, San Cristóbal |                           |
|                                   |              |           | Harper 66'        | Árbitro(s): Veloso Blanco                 | Árbitro(s): Veloso Blanco |

#### R. C. D. Español - Valencia C. F.
| Ida; 16 de mayo de 2015, 18:00 | R. C. D. Español | 1:0 (0:0) | Valencia C. F. | Ciutat Esportiva Dani Jarque, San Adrián de Besós |             |
|                                | Gual 30'         |           |                | Árbitro(s):                                       | Árbitro(s): |

| Vuelta; 24 de mayo de 2015, 12:00 | Valencia C. F.        | 3:0 (0:0) | R. C. D. Español | Antonio Puchades, Paterna |             |
|                                   | Maiki · Zarzo · Borja |           |                  | Árbitro(s):               | Árbitro(s): |

#### U. D. Las Palmas - Getafe C. F.
| Ida; 17 de mayo de 2015, 11:00 | U. D. Las Palmas | 1:0 (1:0) | Getafe C. F. | Anexo de Gran Canaria, Las Palmas |                              |
|                                | Juanma 42'       |           |              | Árbitro(s): González Francés      | Árbitro(s): González Francés |

| Vuelta; 24 de mayo de 2015, 12:00 | Getafe C. F. | 1:0 (1:0) (t. s.)(4:5 p.) | U. D. Las Palmas | Coliseum Alfonso Pérez, Getafe |                           |
|                                   | Miranda 18'  |                           |                  | Árbitro(s): López Puertas      | Árbitro(s): López Puertas |

#### C. D. Tenerife - Rayo Vallecano
| Ida; 16 de mayo de 2015, 13:00 | C. D. Tenerife | 1:1 (0:0) | Rayo Vallecano | Ciudad Deportiva de Geneto, San Cristóbal |                              |
|                                | Cristian 90+8' |           | Uche 56'       | Árbitro(s): González Sicilia              | Árbitro(s): González Sicilia |

| Vuelta; 23 de mayo de 2015, 12:00 | Rayo Vallecano                                     | 4:1 (1:1) | C. D. Tenerife | Ciudad Deportiva Rayo Vallecano, Madrid |             |
|                                   | Kike 44' · Shafa 79' · Franchu 86' · Pajuelo 90+3' |           | Giovanni 28'   | Árbitro(s):                             | Árbitro(s): |

#### Málaga C. F. - C. F. Damm
| Ida; 17 de mayo de 2015, 12:00 | Málaga C. F.                  | 2:2 (0:1) | C. F. Damm             | Federación Malagueña, Málaga |                          |
|                                | Alfred 26' · Arnau 62' (pen.) |           | Mérida 67' · Muñoz 86' | Árbitro(s): Bolea Huerto     | Árbitro(s): Bolea Huerto |

| Vuelta; 24 de mayo de 2015, 12:00 | C. F. Damm                         | 3:1 (1:0) | Málaga C. F. | Instalaciones de Horta, Horta |                              |
|                                   | Doncel 24' · Gonzalo 84' · Max 89' |           | Erik 57'     | Árbitro(s): Sánchez Aparicio  | Árbitro(s): Sánchez Aparicio |

#### Deportivo La Coruña - Real Sociedad
| Ida; 17 de mayo de 2015, 12:00 | Deportivo La Coruña   | 2:1 (2:0) | Real Sociedad | Ciudad Deportiva de Abegondo, Abegondo |                              |
|                                | Pancho 10' · Rama 39' |           | Sáenz 57'     | Árbitro(s): Rodríguez Campos           | Árbitro(s): Rodríguez Campos |

| Vuelta; 24 de mayo de 2015, 12:00 | Real Sociedad                                               | 5:2 (2:2) | Deportivo La Coruña   | Instalaciones de Zubieta, Zubieta |                                 |
|                                   | Torre 25' · Calvillo 35', 53' · Oyarzabal 55' · Sáenz 90+2' |           | Óscar 33', 40' (pen.) | Árbitro(s): Azpilicueta Saldias   | Árbitro(s): Azpilicueta Saldias |

#### Athletic Club - R. C. Celta de Vigo
| Ida; 17 de mayo de 2015, 11:30 | Athletic Club | 0:4 (0:4) | R. C. Celta de Vigo                          | Instalaciones de Lezama, Lezama |             |
|                                |               |           | Adrián 30' · Baldizón 32' · Delgado 41', 44' | Árbitro(s):                     | Árbitro(s): |

| Vuelta; 24 de mayo de 2015, 12:00 | R. C. Celta de Vigo | 2:0 (1:0) | Athletic Club | Instalaciones A Madroa, Vigo |  |
|                                   |                     |           |               | Árbitro(s):                  |  |

### Cuartos de final

#### Villarreal C. F. - Real Madrid C. F.
| Ida; 31 de mayo de 2015, 12:00 | Villarreal C. F. | 0:1 (0:0) | Real Madrid C. F. | Ciudad Deportiva Villarreal C. F., Villarreal |                          |
|                                |                  |           | Fran Pérez 75'    | Árbitro(s): Gil Coscolla                      | Árbitro(s): Gil Coscolla |

| Vuelta; 6 de junio de 2015, 18:00 | Real Madrid C. F.             | 3:1 (2:0) | Villarreal C. F. | Alfredo Di Stéfano, Madrid |                           |
|                                   | Mayoral 15', 69' · Luismi 22' |           | Genis 59'        | Árbitro(s): Gálvez Rascón  | Árbitro(s): Gálvez Rascón |

#### Valencia C. F. - U. D. Las Palmas
| Ida; 31 de mayo de 2015, 12:00 | Valencia C. F. | 1:0 (0:0) | U. D. Las Palmas | Antonio Puchades, Paterna |             |
|                                | Zarzo          |           |                  | Árbitro(s):               | Árbitro(s): |

| Vuelta; 7 de junio de 2015, 12:00 | U. D. Las Palmas | 0:2 (0:0) | Valencia C. F.            | Anexo de Gran Canaria, Las Palmas |                          |
|                                   |                  |           | Jiménez 53' · Borja 90+1' | Árbitro(s): Alemán Pérez          | Árbitro(s): Alemán Pérez |

#### Rayo Vallecano - C. F. Damm
| Ida; 31 de mayo de 2015, 11:30 | Rayo Vallecano                 | 2:1 (0:0) | C. F. Damm       | Ciudad Deportiva Rayo Vallecano, Madrid |                            |
|                                | Feuillassier 88' · Juancho 89' |           | Arnau 75' (a.g.) | Árbitro(s): Iglesias Melón              | Árbitro(s): Iglesias Melón |

| Vuelta; 7 de junio de 2015, 12:00 | C. F. Damm  | 1:1 (1:1) | Rayo Vallecano | Instalaciones de Horta, Horta |                             |
|                                   | Pep Biel 5' |           | Joel 36'       | Árbitro(s): Bertomeu García   | Árbitro(s): Bertomeu García |

#### Real Sociedad - R. C. Celta de Vigo
| Ida; 31 de mayo de 2015, 11:30 | Real Sociedad                 | 2:1 (0:0) | R. C. Celta de Vigo | Instalaciones de Zubieta, Zubieta |                               |
|                                | Oyarzabal 48' · Zouridine 64' |           | Álex 90'            | Árbitro(s): Rezola Etxeberría     | Árbitro(s): Rezola Etxeberría |

| Vuelta; 7 de junio de 2015, 12:00 | R. C. Celta de Vigo                                     | 4:2 (1:0) (t. s.) | Real Sociedad       | Instalaciones A Madroa, Vigo      |                                   |
|                                   | Adrián 31' (pen.), 105' · Yelko 61' (pen.) · Brais 110' |                   | Oyarzabal 54', 107' | Árbitro(s): Extremadura Hernández | Árbitro(s): Extremadura Hernández |

### Semifinales

#### Real Madrid C. F. - Valencia C. F.
| Ida; 13 de junio de 2015, 20:00 | Real Madrid C. F.                            | 4:1 (1:1) | Valencia C. F. | Alfredo Di Stéfano, Madrid |             |
|                                 | Mayoral 42', 67' · Lazo 58' · Fran Pérez 75' |           | Rafa Mir 21'   | Árbitro(s):                | Árbitro(s): |

| Vuelta; 20 de junio de 2015, 19:00 | Valencia C. F.        | 2:1 (1:0) | Real Madrid C. F. | Antonio Puchades, Paterna |             |
|                                    | Zarzo 2' · Moisés 82' |           | Lazo 52'          | Árbitro(s):               | Árbitro(s): |

#### Rayo Vallecano - R. C. Celta de Vigo
| Ida; 14 de junio de 2015, 11:30 | Rayo Vallecano                        | 3:1 (1:1) | R. C. Celta de Vigo | Ciudad Deportiva Rayo Vallecano, Madrid |                               |
|                                 | Juancho 24' · Uche 68' · Clavería 87' |           | Adrián 45'          | Árbitro(s): Villoria Linacero           | Árbitro(s): Villoria Linacero |

| Vuelta; 21 de junio de 2015, 12:00 | R. C. Celta de Vigo | 1:2 (1:0) | Rayo Vallecano            | Instalaciones A Madroa, Vigo |                        |
|                                    | Rocha 43'           |           | Juancho 65' · Julio 90+2' | Árbitro(s): Muñiz Ruiz       | Árbitro(s): Muñiz Ruiz |

### Final
| 1          | POR        | David Oliveros      |     |
| 2          | DEF        | Álvaro Tejero       | 84' |
| 4          | DEF        | Philipp Lienhart    |     |
| 5          | DEF        | Sergio Reguilón     |     |
| 3          | DEF        | Luis Miguel Quezada |     |
| 6          | MED        | Sergio Molina       |     |
| 8          | MED        | Aleix Febas         | 84' |
| 7          | MED        | Cristian Cedrés     | 56' |
| 10         | DEL        | Borja Sánchez       | 63' |
| 11         | DEL        | José Carlos Lazo    |     |
| 9          | DEL        | Borja Mayoral       |     |
| Entrenador | Entrenador | Luis Miguel Ramis   |     |

| 1          | POR        | Javier Ruiz       |     |
| 2          | DEF        | Ruben Quiroz      |     |
| 4          | DEF        | Luis Poblete      |     |
| 5          | DEF        | Nicolas Cañizares | 80' |
| 3          | DEF        | Sergio Akieme     |     |
| 6          | MED        | Pablo Claveria    |     |
| 10         | MED        | Pep Biel          | 72' |
| 8          | MED        | Kike Pérez        |     |
| 7          | DEL        | Juancho Victoria  |     |
| 9          | DEL        | Raul Uche         | 85' |
| 11         | DEL        | Jorge Shafa       | 37' |
| Entrenador | Entrenador | Diego Merino      |     |

| 16 | DEL | Jean Carlos Silva | 56' |
| 15 | MED | Francisco Pérez   | 63' |
| 12 | DEF | Benjamín Kuscevic | 84' |
| 14 | MED | Miguel García     | 84' |

| 14 | MED | Jonathan Montiel     | 37' |
| 15 | MED | Franchu Feuillassier | 72' |
| 12 | MED | Alex Viso            | 80' |
| 16 | DEL | Alejandro Pajuelo    | 85' |

| Anotado | 31' | Philipp Lienhart | 1-1 |

| Anotado | 26' | Raul Uche  | 0-1 |
| Anotado | 68' | Kike Pérez | 1-2 |

| Amonestado | 77'   | Sergio Reguilón |
| Expulsado  | 90+2' | Borja Mayoral   |

| Amonestado | 28'   | Sergio Akieme  |
| Amonestado | 37'   | Ruben Quiroz   |
| Amonestado | 77'   | Pablo Claveria |
| Amonestado | 81'   | Kike Pérez     |
| Amonestado | 89'   | Alex Viso      |
| Amonestado | 90+2' | Luis Poblete   |
| Expulsado  | 90+4' | Pablo Claveria |

| Árbitro             | Ramón Arias Madrid       |
| Árbitros asistentes | Abdelmumin Mehdi Mohamed |
| Árbitros asistentes | Sergio Alcazar Yáñez     |
| Cuarto árbitro      | Mohamed Ahmed Abdeselan  |

| 1          | POR        | David Oliveros      |     |
| 2          | DEF        | Álvaro Tejero       | 84' |
| 4          | DEF        | Philipp Lienhart    |     |
| 5          | DEF        | Sergio Reguilón     |     |
| 3          | DEF        | Luis Miguel Quezada |     |
| 6          | MED        | Sergio Molina       |     |
| 8          | MED        | Aleix Febas         | 84' |
| 7          | MED        | Cristian Cedrés     | 56' |
| 10         | DEL        | Borja Sánchez       | 63' |
| 11         | DEL        | José Carlos Lazo    |     |
| 9          | DEL        | Borja Mayoral       |     |
| Entrenador | Entrenador | Luis Miguel Ramis   |     |

| 1          | POR        | Javier Ruiz       |     |
| 2          | DEF        | Ruben Quiroz      |     |
| 4          | DEF        | Luis Poblete      |     |
| 5          | DEF        | Nicolas Cañizares | 80' |
| 3          | DEF        | Sergio Akieme     |     |
| 6          | MED        | Pablo Claveria    |     |
| 10         | MED        | Pep Biel          | 72' |
| 8          | MED        | Kike Pérez        |     |
| 7          | DEL        | Juancho Victoria  |     |
| 9          | DEL        | Raul Uche         | 85' |
| 11         | DEL        | Jorge Shafa       | 37' |
| Entrenador | Entrenador | Diego Merino      |     |

| 16 | DEL | Jean Carlos Silva | 56' |
| 15 | MED | Francisco Pérez   | 63' |
| 12 | DEF | Benjamín Kuscevic | 84' |
| 14 | MED | Miguel García     | 84' |

| 14 | MED | Jonathan Montiel     | 37' |
| 15 | MED | Franchu Feuillassier | 72' |
| 12 | MED | Alex Viso            | 80' |
| 16 | DEL | Alejandro Pajuelo    | 85' |

| Anotado | 31' | Philipp Lienhart | 1-1 |

| Anotado | 26' | Raul Uche  | 0-1 |
| Anotado | 68' | Kike Pérez | 1-2 |

| Amonestado | 77'   | Sergio Reguilón |
| Expulsado  | 90+2' | Borja Mayoral   |

| Amonestado | 28'   | Sergio Akieme  |
| Amonestado | 37'   | Ruben Quiroz   |
| Amonestado | 77'   | Pablo Claveria |
| Amonestado | 81'   | Kike Pérez     |
| Amonestado | 89'   | Alex Viso      |
| Amonestado | 90+2' | Luis Poblete   |
| Expulsado  | 90+4' | Pablo Claveria |

| Árbitro             | Ramón Arias Madrid       |
| Árbitros asistentes | Abdelmumin Mehdi Mohamed |
| Árbitros asistentes | Sergio Alcazar Yáñez     |
| Cuarto árbitro      | Mohamed Ahmed Abdeselan  |

|                |
| Campeón        |
| Rayo Vallecano |
| 1.º título     |